# Norbert Kompalla
Norbert Kompalla CM (ur. 29 maja 1907 w Orzegowie obecnie dzielnica Rudy Śląskiej, zm. 1 grudnia 1942 w KL Dachau) – Sługa Boży Kościoła katolickiego, polski duchowny katolicki, profesor teologii moralnej, prawa kanonicznego, historii Kościoła i patrologii.

## Życiorys

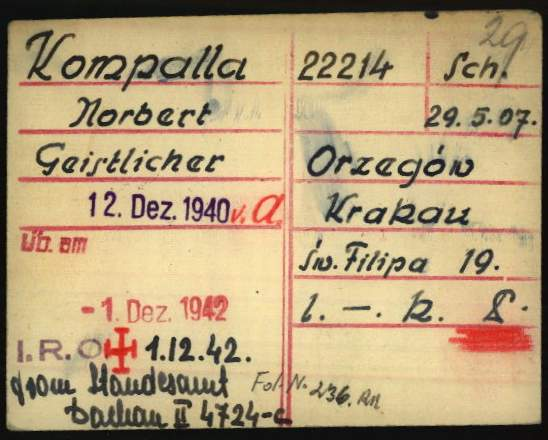
Karta rejestracyjna Norberta Kompalli jako więźnia w nazistowskim obozie koncentracyjnym w Dachau

W 1924 wstąpił do Zgromadzenia Księży Misjonarzy Świętego Wincentego à Paulo. Święcenia kapłańskie przyjął w 1931, po czym podjął dalsze studia na wydziale prawa kanonicznego w Rzymie.

Posługę kapłańską pełnił jako kapelan schroniska dla bezdomnych i dyrektor kleryków zgromadzenia.
Po wybuchu II wojny światowej 15 lipca 1940 został aresztowany przez Gestapo i uwięziony na Montelupich. Następnie 30 sierpnia trafił do hitlerowskiego obozu koncentracyjnego w Auschwitz. 12 grudnia 1940 przewieziono go do Dachau, gdzie zakończył życie w komorze gazowej.

## Proces beatyfikacyjny
Jest jednym z 122 Sług Bożych wobec których 17 września 2003 rozpoczął się drugi proces beatyfikacyjny drugiej grupy polskich męczenników z okresu II wojny światowej.